# Gornergrat
Le Gornergrat est une arête sommitale culminant à 3 133 mètres d'altitude, à environ quatre kilomètres au sud-est de la station de Zermatt, dans le canton du Valais, en Suisse, entre le glacier du Gorner et celui du Findel. Il offre un panorama sur plus de vingt Sommets des Alpes de plus de 4 000 mètres d'altitude, dont ceux du mont Rose, du Cervin, du Breithorn et du Liskamm.

## Accès
Le sommet constitue la gare-terminus du Gornergratbahn, voie de chemin de fer à crémaillère ouverte en 1898. Elle y mène par les stations intermédiaires de Riffelalp et Riffelberg, pour une dénivellation totale de près de 1 500 mètres. Au sud-ouest de la gare, un hôtel-refuge accueille les touristes, à l’altitude de 3 089 mètres.
On peut aussi gravir le sommet depuis Zermatt en quatre à cinq heures par des chemins de randonnée. La descente prend environ trois heures.
Une télécabine entre Furi et le Riffelberg joint son domaine skiable à celui du Petit Cervin. Entre 1958 et 2007, le Gornergrat était relié au Stockhorn voisin par un téléphérique en deux sections qui passait par le Hohtälli.

Panorama du Gornergrat.

## Recherche scientifique

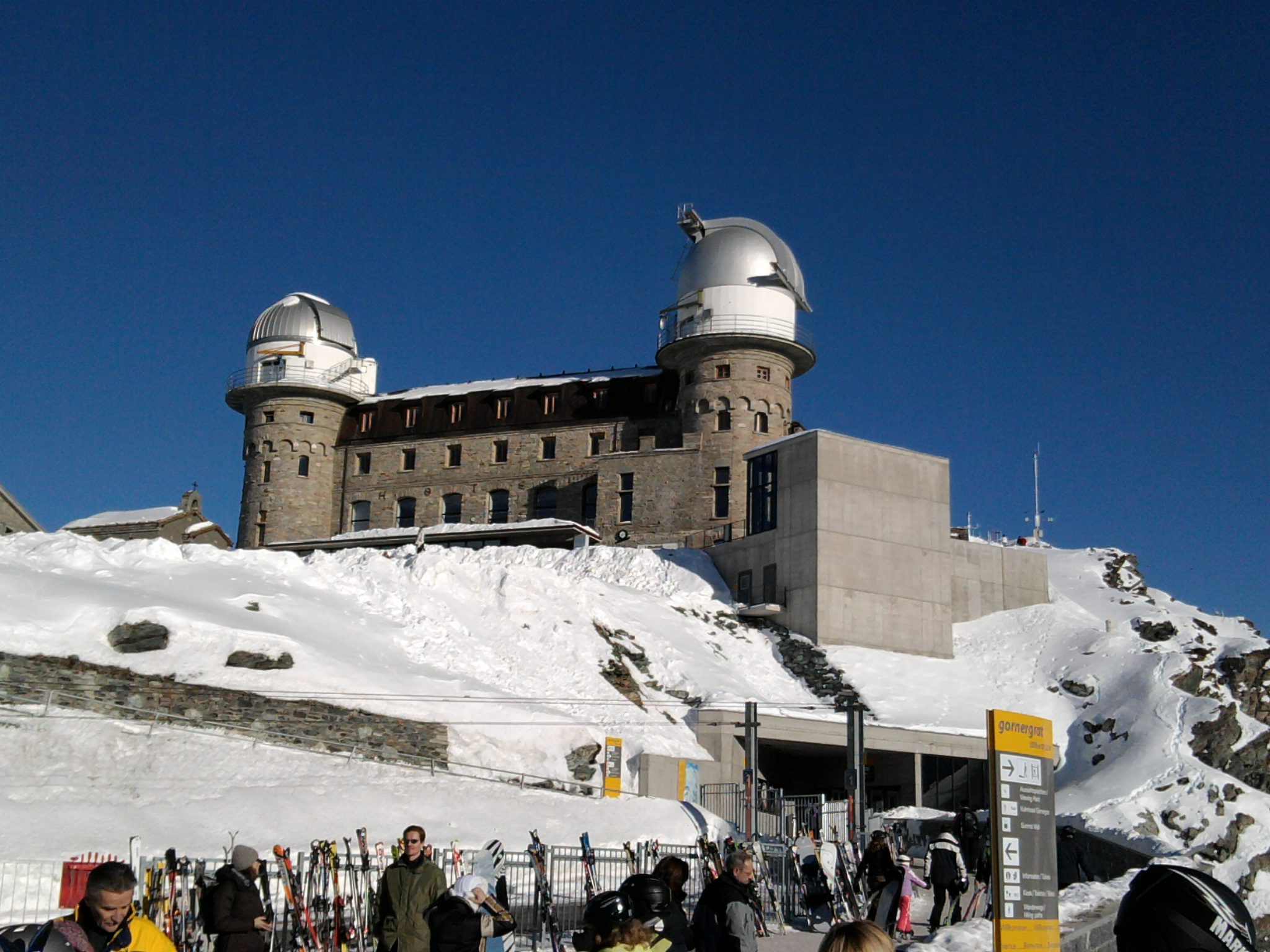
Vue de l'observatoire du Gornergrat.

Les deux tours de l’hôtel du Gornergrat abritent, depuis la fin des années 1960, des observatoires du Hochalpine Forschungsstation Jungfraujoch und Gornergrat.
De 1976 à 1983, l'observatoire accueille le télescope de 1 mètre de l'observatoire de Lyon.
Jusqu’en 2005, l'observatoire nord abritait un télescope infrarouge de 1,5 mètre de diamètre. Dans l’observatoire sud se trouve un radiotélescope de 3 mètres. L’université de Berne y utilise un laboratoire passif pour le contrôle des radiations de neutrons solaires qui fait partie d’un ensemble européen de stations de mesures planétaires.